# DDR-Straßen-Radmeisterschaften 1959
Die DDR-Straßen-Radmeisterschaften 1959 wurden in den Disziplinen Straßen-Einzel für Männer und Frauen sowie dem 100-km-Mannschaftszeitfahren der Männer ausgetragen. Der Leipziger Gustav-Adolf Schur gewann zum vierten Mal den Titel im Männer-Einzel, bei den Frauen verteidigte Karin Hänsel aus Freiberg ebenfalls ihren Titel, und im Mannschaftszeitfahren gewann der Vierer des SC Rotation Leipzig.

## Männer

### Einzelrennen
Die Entscheidung fiel am Sonntag, dem 26. Juli, auf einem 15,5 Kilometer langen Rundkurs bei Venusberg, 20 Kilometer südöstlich von Karl-Marx-Stadt (Chemnitz), im Erzgebirge gelegen. Die anspruchsvolle Strecke mit langen Steigungen und einer serpentinartigen steilen Abfahrt war zehnmal zu umrunden, sodass die Akteure 155 Kilometer zu bewältigen hatten. Start und Ziel waren an der außerhalb des Ortes gelegenen Spinnerei. Nach zwei Dritteln des Rennens sah es so aus, als würde der neue Meister aus einer dreiköpfigen Spitzengruppe ermittelt. Die beiden Leipziger Bernhard Eckstein und Günter Lörke sowie der Jenaer Joachim Scheitler waren mit einem Vorsprung von 3:30 Minuten in die vorletzte Runde gegangen, dann aber machte sich der Titelverteidiger Gustav-Adolf Schur an einem sechs Kilometer langen Anstieg allein zu einer Aufholjagd auf. Fünf Kilometer vor dem Ziel hatte Schur die führenden Drei erreicht und fand schließlich noch die Kraft, das Rennen mit einem Spurtsieg für sich zu entscheiden. Er holte sich damit zum vierten Mal die DDR-Meisterschaft. Seine Mannschaftskameraden Eckstein und Lörke machten mit den Plätzen zwei und drei den Totaltriumph des SC DHfK Leipzig komplett.
|      | Fahrer             | Mannschaft                | Zeit (h)     |
| ---- | ------------------ | ------------------------- | ------------ |
| 01.  | Gustav-Adolf Schur | SC DHfK Leipzig           | 4:36:15      |
| 02.  | Bernhard Eckstein  | SC DHfK Leipzig           | gleiche Zeit |
| 03.  | Günter Lörke       | SC DHfK Leipzig           | gleiche Zeit |
| 04.  | Joachim Scheitler  | SC Motor Jena             | gleiche Zeit |
| 05.  | Günter Schumann    | SC Wismut Karl-Marx-Stadt | 4:37:59      |
| 06.  | Johannes Schober   | SC Wismut Karl-Marx-Stadt | 4:40:20      |
| 07.  | Schubert           | BSG Einheit Glauchau      | 4:40:45      |
| 08.  | Arlt               | BSG Motor Zittau          | 4:41:10      |
| 09.  | Erich Hagen        | SC DHfK Leipzig           | 4:42:36      |
| 10.  | Lothar Höhne       | SC Rotation Leipzig       | gleiche Zeit |
| 0... |                    |                           |              |

### 100-km-Mannschaftszeitfahren
Erstmals wurde die Meisterschaft im Mannschaftszeitfahren mit Viererteams ausgetragen. Das Rennen wurde am Sonntag, dem 6. September, wie im Vorjahr im brandenburgischen Lübben ausgetragen. Bei starkem Gegenwind siegte überraschend die Mannschaft des SC Rotation Leipzig mit Egon Adler, Lothar Höhne, Appelt und Burek vor dem favorisierten Lokalrivalen SC DHfK Leipzig. Der Rotations-Vierer hatte am Schluss einen Vorsprung von 1:42 Minuten.
|      | Mannschaft                   | Zeit (h)  |
| ---- | ---------------------------- | --------- |
| 01.  | SC Rotation Leipzig          | 2:22:52,5 |
| 02.  | SC DHfK Leipzig              | 2:24:34,6 |
| 03.  | SC Wismut Karl-Marx-Stadt II | 2:28:11,6 |
| 04.  | SC Dynamo Berlin II          | 2:31:58,4 |
| 05.  | SC Wismut Karl-Marx-Stadt    | 2:32:24,5 |
| 0... |                              |           |

## Frauen
|      | Fahrer       | Mannschaft           | Zeit (h) |
| ---- | ------------ | -------------------- | -------- |
| 01.  | Karin Hänsel | BSG Einheit Freiberg | ...      |
| 02.  | Monika Jurke | BSG Einheit Freiberg | ...      |
| 03.  | Dora Kautz   | SC Einheit Berlin    | ...      |
| 0... |              |                      |          |